# Lars Bern
Lars Anders Vilhelm Bern, (Sundsvall, 21 de octubre de 1942) es un doctor en tecnología, empresario, autor y debatiente social sueco escéptico del cambio climático.

## Biografía
En abril de 1966, Bern se casó con Britt-Marie Ekblad.
Después de obtener su título de ingeniero civil en física técnica en Chalmers, defendió su tesis doctoral en el mismo instituto en 1976, centrada en la modelización matemática de la hidrogenación del aceite de colza. También trabajó en Volvo en el desarrollo de combustibles alternativos.
En 2015, fue nombrado miembro de la Fundación Svenska Dagbladet, copropietaria minoritaria de Svenska Dagbladet, y de la Real Academia Sueca de Ingeniería en 1988. Anteriormente, fue director ejecutivo de Svensk Metanolutveckling (Volvo), Ångpanneföreningen, Incentive e IVL Svenska Miljöinstitutet, además de miembro del comité ambiental de la Real Academia Sueca de Ciencias (1994-1996). También ha sido vicepresidente de la Fundación contra el Cáncer y presidente del Instituto Ambiental del Paso Natural.

## Debatiente
Bern dirige un blog llamado Anthropocene.live, que trata temas de medio ambiente y salud, así como cuestiones geopolíticas, con aproximadamente 10,000 visitantes diarios. Su blog es frecuentemente citado en el periódico pseudocientífico y prorruso Newsvoice y otros foros similares. La revista Expo describe a Bern como un "teórico de la conspiración prorruso". Ha escrito artículos de opinión en Dagens Nyheter y Svenska Dagbladet y, en 2014, publicó un libro crítico sobre la deslocalización de empresas suecas a otros países. Participa regularmente en Swebbtv.
Bern también ha escrito el libro "La pandemia metabólica", en el que discute cómo la alta ingesta de carbohidratos y azúcar causa una serie de enfermedades metabólicas que, según él, provocan 40 millones de muertes prematuras al año en el mundo. Critica también la clase de medicamentos reductores de lípidos llamados estatinas, que son utilizados por aproximadamente el diez por ciento de la población adulta de Suecia. Bern sostiene que estos medicamentos causan efectos secundarios graves, lo cual, según FASS, ocurre solo en casos raros. Bern también sugiere una dieta con menos carbohidratos y más grasas saturadas naturales. En 2017, Bern tomó la iniciativa de fundar la Asociación Nacional para la Salud Metabólica, que aboga por una dieta con menor ingesta de carbohidratos y aceites vegetales.
Bern es escéptico con respecto a las vacunas y cree que a menudo causan más daño que beneficio, y menciona los casos de narcolepsia resultantes de las vacunaciones durante el brote de H1N1 en 2009 como un ejemplo. Bern afirma que la industria de las vacunas invierte en cabildeo y manipula a los investigadores para obtener conclusiones favorables a la industria a través de fraude científico con el fin de aumentar la demanda.

## Compromiso político ambiental
Bern es escéptico del cambio climático y afirma que no hay una relación significativa entre el aumento de los niveles de dióxido de carbono y los posibles cambios climáticos, y que el calentamiento durante el siglo XX no es motivo de preocupación, independientemente de sus causas. Ha recibido fuertes críticas por sus opiniones. En un artículo de opinión, Bern sostiene que nunca ha negado los cambios climáticos, sino que se ha mostrado escéptico ante el alarmismo climático, y que esto es parte del plan global para aumentar el poder global supranacional. Bern ha sido contratado en el proceso de diseñar la política ambiental de los Demócratas Suecos y ha dado conferencias para el partido sobre su visión de lo que él llama el alarmismo climático.
Bern es uno de los firmantes suecos de un llamamiento publicado en 2019 por Climate Intelligence (CLINTEL) titulado "No hay crisis climática", y que se opone firmemente a la "política de cero CO2 dañina e irrealista propuesta para 2050".